# 변리사 (자격)
변리사(Patent Attorney)는 산업재산권에 관한 상담 및 권리 취득, 분쟁해결에 관련된 제반업무를 수행하기 위한 자격 변리사 양성을 위한 국가전문자격 시험으로 대한민국 특허청이 소관하며 한국산업인력공단이 시행한다.

## 응시 자격
- 제한 없음

## 시험 과목

### 제1차 시험
- 산업재산권법
- 민법개론
- 자연과학개론

### 제2차 시험

#### 필수과목
- 특허법
- 상표법
- 민사소송법

#### 선택과목
| - 디자인보호법 - 저작권법 - 산업디자인 - 기계설계 - 열역학 - 금속재료 - 유기화학 | - 화학반응공학 - 전기자기학 - 회로이론 - 반도체공학 - 제어공학 - 데이터구조론 - 발효공학 | - 분자생물학 - 약제학 - 약품제조화학 - 섬유재료학 - 콘크리트 및 철근콘크리트공학 |

### 공인어학성적 기준요건
2005년 기존 영어 과목이 공인어학성적 검정제도로 변경되었다.
- FLEX : 700점 이상
- G-TELP Level 2 : 77점 이상
- IELTS : 5점 이상
- TEPS : 385점 이상
- TOEFL : PBT 560점 이상, CBT 220점 이상, IBT 83점 이상
- TOEIC : 775점 이상

## 통계 자료
변리사 자격시험의 제1차 시험 합격률은 약 21%, 제2차 시험 합격률은 약 18%에 달한다.

## 같이 보기
- 변리사
- 변호사